# Jonathan Morsay
Sahr Jonathan Morsay (Sundsvall, 5 ottobre 1997) è un calciatore svedese naturalizzato sierraleonese, centrocampista del Kalamata.

## Caratteristiche tecniche
È un esterno destro di centrocampo, capace di giocare su tutta la fascia di competenza; è stato paragonato all'inglese Aaron Lennon.

## Carriera

### Club
La carriera di Morsay è partita da Kubikenborg, un sobborgo a sud-est di Sundsvall, ed è poi proseguita nelle giovanili del GIF Sundsvall, la principale squadra della zona.
Ha debuttato nel campionato di Allsvenskan il 15 ottobre 2016, quando è entrato in campo al posto di Sebastian Rajalakso nel secondo tempo di Falkenberg-GIF Sundsvall (1-1). Tre giorni più tardi ha sottoscritto un contratto biennale ed è entrato a tutti gli effetti in prima squadra. Prima dell'inizio del campionato successivo, Morsay ha firmato un nuovo rinnovo con il GIF Sundsvall valido fino al 2020.
Nel febbraio 2019 è stato girato in prestito al Brage, squadra militante nella seconda serie nazionale. Con 6 reti in 28 presenze ha contribuito al raggiungimento del 3º posto nella classifica della Superettan 2019, piazzamento che ha permesso al Brage di qualificarsi per gli spareggi promozione poi persi contro il Kalmar.
Il 29 gennaio 2020 è stato acquistato a titolo definitivo dal Chievo, con cui ha firmato fino al 2022.
L'8 febbraio 2021 passa in prestito al club romeno del Dinamo Bucarest fino al termine della stagione.

### Nazionale
Ha giocato nella nazionale svedese Under-19.
Ha esordito nella nazionale maggiore sierraleonese nel 2022.

## Statistiche

### Presenze e reti nei club
Statistiche aggiornate al 25 gennaio 2023.
| Stagione             | Squadra              | Campionato           | Campionato | Campionato | Coppe nazionali | Coppe nazionali | Coppe nazionali | Coppe continentali | Coppe continentali | Coppe continentali | Altre coppe | Altre coppe | Altre coppe | Totale | Totale | Totale |
| Stagione             | Squadra              | Comp                 | Pres       | Reti       | Comp            | Pres            | Reti            | Comp               | Pres               | Reti               | Comp        | Pres        | Reti        | Pres   | Reti   |        |
| -------------------- | -------------------- | -------------------- | ---------- | ---------- | --------------- | --------------- | --------------- | ------------------ | ------------------ | ------------------ | ----------- | ----------- | ----------- | ------ | ------ | ------ |
| 2016                 | GIF Sundsvall        | A                    | 5          | 0          | -               | -               | -               | -                  | -                  | -                  | -           | -           | -           | 5      | 0      |        |
| 2017                 | GIF Sundsvall        | A                    | 26         | 1          | CS              | 0               | 0               | -                  | -                  | -                  | -           | -           | -           | 26     | 1      |        |
| 2018                 | GIF Sundsvall        | A                    | 14         | 0          | CS              | 2               | 0               | -                  | -                  | -                  | -           | -           | -           | 23     | 1      |        |
| 2019                 | GIF Sundsvall        | A                    | -          | -          | CS              | 1               | 0               | -                  | -                  | -                  | -           | -           | -           | 1      | 0      |        |
| Totale GIF Sundsvall | Totale GIF Sundsvall | Totale GIF Sundsvall | 45         | 1          |                 | 3               | 0               |                    | -                  | -                  |             | -           | -           | 48     | 1      |        |
| 2019                 | Brage                | SE                   | 28+1       | 6+1        | CS              | 3               | 1               | -                  | -                  | -                  | -           | -           | -           | 32     | 8      |        |
| gen.-giu. 2020       | Chievo               | B                    | 7          | 0          | CI              | -               | -               | -                  | -                  | -                  | -           | -           | -           | 7      | 0      |        |
| 2020-gen.2021        | Chievo               | B                    | 3          | 0          | CI              | 1               | 0               | -                  | -                  | -                  | -           | -           | -           | 4      | 0      |        |
| Totale ChievoVerona  | Totale ChievoVerona  | Totale ChievoVerona  | 10         | 0          |                 | 1               | 0               |                    | -                  | -                  |             | -           | -           | 11     | 0      |        |
| gen.-giu. 2021       | Dinamo Bucarest      | LI                   | 13         | 2          | CI              | 3               | 0               | -                  | -                  | -                  | -           | -           | -           | 16     | 0      |        |
| 2021-2022            | Panaitōlikos         | SL                   | 22+6       | 2+0        | CG              | 3               | 0               |                    | -                  | -                  |             | -           | -           | 31     | 2      |        |
| 2022-2023            | Panaitōlikos         | SL                   | 13         | 1          | GC              | 1               | 0               |                    | -                  | -                  |             | -           | -           | 14     | 1      |        |
| Totale Panetolikos   | Totale Panetolikos   | Totale Panetolikos   | 35+6       | 3          |                 | 4               | 0               |                    | -                  | -                  |             | -           | -           | 45     | 3      |        |
| Totale carriera      | Totale carriera      | Totale carriera      | 131+7      | 12+1       |                 | 14              | 1               |                    | -                  | -                  |             | -           | -           | 152    | 14     |        |

### Cronologia presenze e reti in nazionale
| Cronologia completa delle presenze e delle reti in nazionale ― Sierra Leone | Cronologia completa delle presenze e delle reti in nazionale ― Sierra Leone | Cronologia completa delle presenze e delle reti in nazionale ― Sierra Leone | Cronologia completa delle presenze e delle reti in nazionale ― Sierra Leone | Cronologia completa delle presenze e delle reti in nazionale ― Sierra Leone | Cronologia completa delle presenze e delle reti in nazionale ― Sierra Leone | Cronologia completa delle presenze e delle reti in nazionale ― Sierra Leone | Cronologia completa delle presenze e delle reti in nazionale ― Sierra Leone |
| Data                                                                        | Città                                                                       | In casa                                                                     | Risultato                                                                   | Ospiti                                                                      | Competizione                                                                | Reti                                                                        | Note                                                                        |
| --------------------------------------------------------------------------- | --------------------------------------------------------------------------- | --------------------------------------------------------------------------- | --------------------------------------------------------------------------- | --------------------------------------------------------------------------- | --------------------------------------------------------------------------- | --------------------------------------------------------------------------- | --------------------------------------------------------------------------- |
| 24-3-2022                                                                   | Adalia                                                                      | Togo                                                                        | 3 – 0                                                                       | Sierra Leone                                                                | Amichevole                                                                  | -                                                                           | 71’                                                                         |
| 27-3-2022                                                                   | Adalia                                                                      | Liberia                                                                     | 0 – 1                                                                       | Sierra Leone                                                                | Amichevole                                                                  | -                                                                           | 63’                                                                         |
| 29-3-2022                                                                   | Adalia                                                                      | Rep. del Congo                                                              | 1 – 2                                                                       | Sierra Leone                                                                | Amichevole                                                                  | -                                                                           | 81’                                                                         |
| 9-6-2022                                                                    | Abuja                                                                       | Nigeria                                                                     | 2 – 1                                                                       | Sierra Leone                                                                | Qual. Coppa d'Africa 2023                                                   | 1                                                                           | 58’                                                                         |
| 24-9-2022                                                                   | Johannesburg                                                                | Sudafrica                                                                   | 4 – 0                                                                       | Sierra Leone                                                                | Amichevole                                                                  | -                                                                           | 46’                                                                         |
| 22-3-2023                                                                   | Agadir                                                                      | Sierra Leone                                                                | 2 – 2                                                                       | São Tomé e Príncipe                                                         | Qual. Coppa d'Africa 2023                                                   | -                                                                           | 89’                                                                         |
| 26-3-2023                                                                   | Agadir                                                                      | São Tomé e Príncipe                                                         | 0 – 2                                                                       | Sierra Leone                                                                | Qual. Coppa d'Africa 2023                                                   | -                                                                           | 59’                                                                         |
| 14-10-2023                                                                  | Khouribga                                                                   | Benin                                                                       | 1 – 1                                                                       | Sierra Leone                                                                | Amichevole                                                                  | -                                                                           | 63’                                                                         |
| 17-10-2023                                                                  | Khouribga                                                                   | Somalia                                                                     | 0 – 2                                                                       | Sierra Leone                                                                | Amichevole                                                                  | -                                                                           |                                                                             |
| 15-11-2023                                                                  | El Jadida                                                                   | Etiopia                                                                     | 0 – 0                                                                       | Sierra Leone                                                                | Qual. Mondiali 2026                                                         | -                                                                           | 76’                                                                         |
| 6-9-2024                                                                    | Monrovia                                                                    | Sierra Leone                                                                | 0 – 0                                                                       | Ciad                                                                        | Qual. Coppa d'Africa 2025                                                   | -                                                                           | 86’                                                                         |
| Totale                                                                      |                                                                             | Presenze                                                                    | 11                                                                          |                                                                             | Reti                                                                        | 1                                                                           |                                                                             |